# Sergio Rosas
Sergio Rosas Castro (Puebla, 3 maggio 1984) è un ex calciatore messicano, di ruolo centrocampista.